# Legend (musikalbum)
Legend är ett samlingsalbum av Bob Marley & The Wailers, utgivet i maj 1984, tre år efter Marleys död och med sikte på den nordamerikanska marknaden som under Marleys aktiva år förhållit sig tämligen avvaktande jämfört med Europa. Albumet ses som något av en klassiker inom reggaegenren, även om det från vissa håll kritiserats för att fokusera alltför mycket på den senare delen av Marleys karriär. Det är det reggaealbum som sålt mest någonsin, bara i USA har det sålt 10x platina. Tidningen Rolling Stone placerade det 2003 som nummer 46 på sin lista The 500 Greatest Albums of All Time.

## Låtlista
1. "Is This Love" (Bob Marley) - 3:52
2. "No Woman, No Cry" (Vincent Ford, Bob Marley) - 7:07
3. "Could You Be Loved" (Bob Marley) - 3:55
4. "Three Little Birds" (Bob Marley) - 3:00
5. "Buffalo Soldier" (Bob Marley, N.G. Williams) - 4:17
6. "Get Up, Stand Up" (Bob Marley, Peter Tosh) - 3:16
7. "Stir It Up" (Bob Marley) - 5:33
8. "One Love/People Get Ready" (Bob Marley, Curtis Mayfield) - 2:51
9. "I Shot the Sheriff" (Bob Marley) - 4:41
10. "Waiting in Vain" (Bob Marley) - 4:15
11. "Redemption Song" (Bob Marley) - 3:49
12. "Satisfy My Soul" (Bob Marley) - 4:31
13. "Exodus" (Bob Marley) - 7:35
14. "Jamming" (Bob Marley) - 3:31